# Club Atlético Boca Juniors (balonmano)
La sección de balonmano del Club Atlético Boca Juniors, fue creada oficialmente en La Boca, Buenos Aires, Argentina, en 2002.Actualmente se desempeña en la Liga de Honor Oro (Primera División del balonmano argentino).
El equipo juega sus partidos como local en el «Polideportivo Benito Quinquela Martín».
A nivel local, el club cuenta con 12 torneos metropolitanos, cuatro de ellos en la Liga Nacional de Handball (2010, 2012, 2013 y 2016); cuatro copas nacionales (2012, 2013, 2014 y 2016), un torneo de Liga de Honor Plata (Clausura 2024), un Torneo Súper 8 de la Liga de Honor Plata (2024) y dos torneos de Primera División (Apertura 2023 y Clausura 2023).Además se consagró Campeón de la Copa Mercosur en dos oportunidades (2005 y 2014).

## Uniforme
El uniforme del Club Atlético Boca Juniors se compone de una camiseta y un pantalón de color azul, con una franja horizontal dorada en el medio de la camiseta. Los colores empleados se inspiraron, supuestamente, en los colores de la bandera de Suecia. A falta de un uniforme definitivo, en 1907, el presidente del club en ese entonces, Juan Brichetto, decidió que se utilizarían los colores de la bandera del primer barco que pasase por el puerto de La Boca, la cual resultó ser de Suecia, aunque la franja horizontal se comenzó a usar a partir de 1912.
El uniforme suplente ha alternado entre amarillo, blanco, negro, gris y rosa. En ocasiones tuvo la franja de color azul o detalles en los contornos.

### Evolución del uniforme titular
| 2002 | 2003-2004 | 2005 | 2006-2008 | 2009-2010 | 2011 | 2012 | 2013-2014 | 2015 | 2016 |

| 2017 | 2018 | 2019 | 2020-2021 | 2022 | 2023 | 2024 |

### Evolución del uniforme suplente
| 2002 | 2003-2004 | 2005-2006 | 2007 | 2008 | 2009 | 2010 | 2011 | 2012 | 2013 |

| 2014 | 2015 | 2016 | 2017 | 2018 | 2019 | 2020-2021 | 2022 | 2023 | 2024 |

### Indumentaria
| Período   | Proveedor |
| --------- | --------- |
| 2002–2019 | Nike      |
| 2020–Act. | Adidas    |

## Organigrama

### Plantel 2024
| N.º                  | Nombre                   |
| -------------------- | ------------------------ |
| 1                    | Mallea, Alejo            |
| 2                    | Mendiberry, Juan Ignacio |
| 3                    | Danieli, Felipe          |
| 4                    | Maya, Martín             |
| 5                    | Marchesi, Thiago         |
| 6                    | Torrielli, Nahuel        |
| 7                    | Arismendi, Leandro       |
| 8                    | Piedrabuena, Tiago       |
| 9                    | Ianuzzi, Franco          |
| 10                   | Milano, Ramiro           |
| 11                   | Barrera, Marcos          |
| 14                   | Portela, Pablo           |
| 15                   | Pappalletera, Leandro    |
| 17                   | Danieli, Jerónimo        |
| 18                   | Aleix Gómez              |
| 26                   | Hawryluk, Marcelo        |
| DT: Guillermo Milano |                          |

## Palmarés
| Torneos metropolitanos (12)   | Torneos metropolitanos (12) | Torneos metropolitanos (12) |
| Competiciones nacionales      | Títulos                     | Subcampeonatos              |
| ----------------------------- | --------------------------- | --------------------------- |
| Liga Nacional de Handball (4) | 2010, 2012, 2013, 2016      |                             |
| Copa Argentina (4)            | 2012, 2013, 2014, 2016      |                             |
| Segunda división              |                             |                             |
| Liga de Honor Plata (1)       | C. 2024                     |                             |
| Torneo Súper 8 (1/0)          | 2024                        |                             |
| Tercera división              |                             |                             |
| Primera División (2)          | A.2023, C.2023              |                             |
| Torneo Súper 8 (0/1)          |                             | 2023                        |
| Torneos internacionales (2)   |                             |                             |
| Competiciones internacionales | Títulos                     | Subcampeonatos              |
| Copa Mercosur (2)             | 2005, 2014                  |                             |

- Referencia:[4]